# Otto von Kotzebue (Maler)
Otto von Kotzebue (* 22. Mai 1936 in München-Schwabing; † 7. März 2022 in München) war ein deutscher Architekt und Maler. Er ist ein Urenkel von Alexander von Kotzebue.

## Leben
Otto von Kotzebue wuchs in Oberbayern auf. Nach Abbruch des humanistischen Gymnasiums machte von Kotzebue eine Maurer-Lehre und studierte anschließend Architektur an der Fachhochschule München. Danach arbeitete er mit Auszeichnungen für kommunale Bauten und Städtebau bis 1980 als freier Architekt für Architektenbüros in Athen, Tel Aviv, Kopenhagen, São Paulo und Johannesburg und in München. In dieser Zeit konnte er zahlreiche nationale Wettbewerbserfolge erzielen. Er wurde als Mitglied in den Bund Deutscher Architekten (BDA) berufen.
Ab 1980 begann Kotzebue sich mehr und mehr der Malerei zuzuwenden und zog Mitte der 1980er Jahre mit seiner Familie in die Toskana, wo er rund zehn Jahre lang in der Nähe von Cortona neben seinem Atelier auch einen Bauernhof betrieb. Zahlreiche Ausstellungen aus dieser Zeit belegen sein Schaffen in Italien.
Weitere Anregungen für seine künstlerische Arbeit holte er sich auf seinen Reisen, zuletzt 2010 auf seiner zweimonatigen Autoreise durch 40 Staaten der USA.
Sein Atelier befindet sich in München in der Heßstraße, direkt hinter der Neuen Pinakothek. Sein Atelier steht Besuchern nach telefonischer Anmeldung offen. Otto von Kotzebue ist einer der regelmäßigen Teilnehmer von Kunst im Karrée der offenen Ateliers in Schwabing und der Maxvorstadt.

## Werk
Kotzebues Werk umfasst vor allem großformatigere Ölbilder (um 1050 mm × 1300 mm), aber auch kleinere Aquarelle. In letzter Zeit kamen auch kleinere Ölbilder (um 800 mm × 500 mm) hinzu. In seinen Bildern finden sich immer wieder Orte, Schauplätze und Eindrücke aus seinen Reisen wieder, die er dabei wiedergibt und interpretiert. In den letzten Jahren machte er sich darüber hinaus durch seine großformatigen Bühnenbilder – u. a. für die Faschingsbälle des Münchner Künstlerhauses – und Dekorationen einen Namen.